# Thiéboudiène

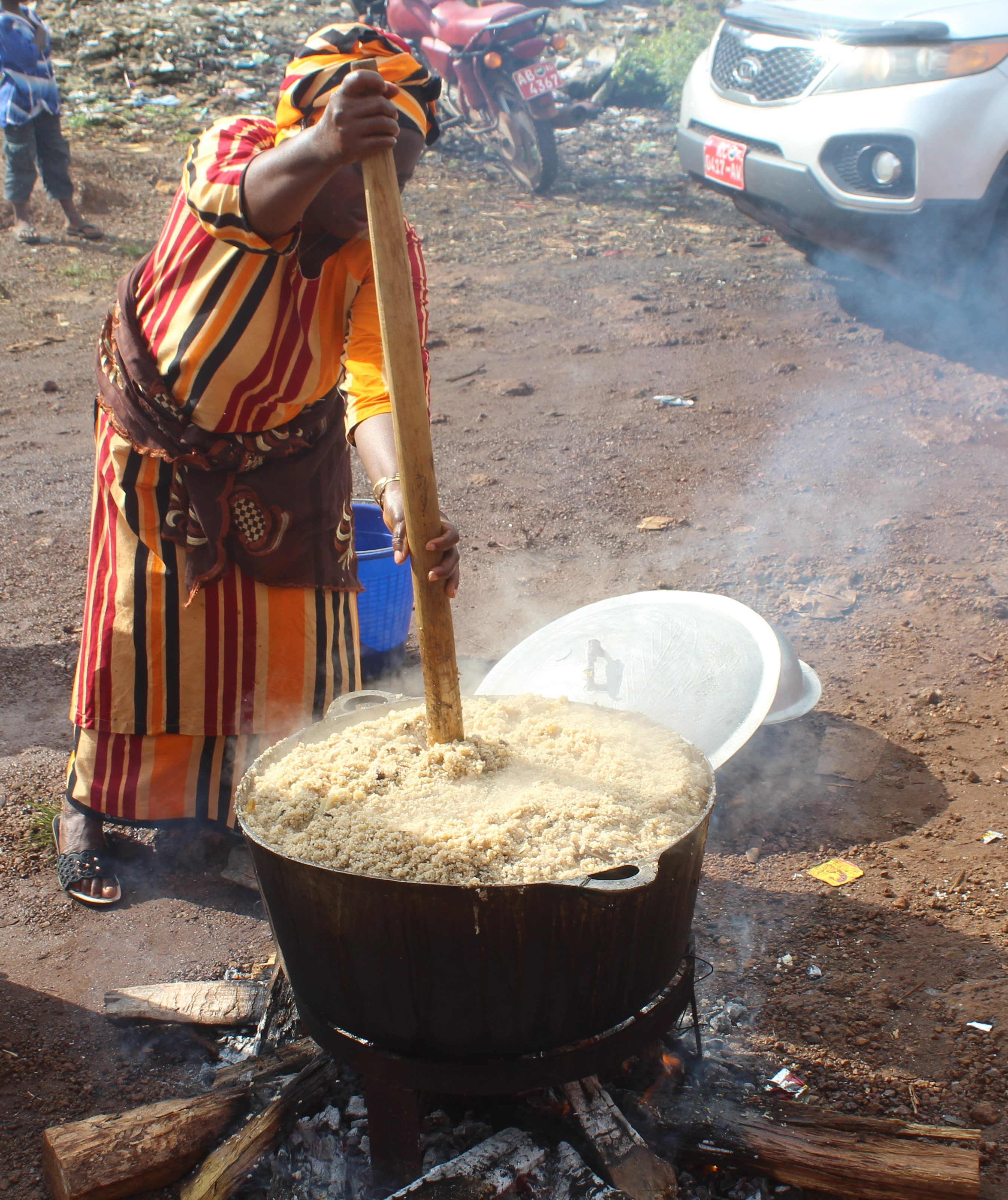

Le thiéboudiène, encore écrit thiéboudienne, thiépbou dieune,  ou parfois tiep bou djen, est un plat traditionnel à base de riz et de poisson, emblème de la cuisine sénégalaise.
Souvent abrégé en tieb, il est communément appelé ceebu jën (littéralement, en wolof, « riz au poisson ») au Sénégal. Il est également appelé tiep au Mali.

## Variantes et reconnaissance internationale
Le thiéboudiène est le plat national du Sénégal.
Il en existe plusieurs variétés 
- Ceebu jën bu weex : riz blanc au poisson qui peut être accompagné de « beugueuthie » (une sauce de feuille verte de bissap agrémentée de divers ingrédients), de « soul » (sauce au nététou), de « daxar » (sauce au tamarin) ;
- Ceebu jën bu xonq : riz rouge au poisson ;
- Ceebu jaga : riz rouge au poisson accompagné d'une sauce de boulette de poisson.

Le ceebu jën est inscrit en décembre 2021 sur la liste représentative du patrimoine culturel immatériel de l'humanité par l'UNESCO (Organisation des Nations unies pour l'éducation, la science et la culture),,. Il rejoint ainsi la rumba congolaise ou des plats emblématiques comme la pizza italienne et le couscous marocain,. 

## Autres thiebs
- Thiebou yappe : plat similaire au thiéboudiène dans lequel la viande remplace le poisson.
- Thiébou kéthiakh : le kethiakh est un dérivé de poisson[pas clair].
- Thiébou guinar, ou riz au poulet, également très apprécié par les Sénégalais[réf. souhaitée].

## Histoire
Ce plat trouverait son origine dans les communautés de pêcheurs de l'île de Saint-Louis, au XIXe siècle, le riz (ingrédient principal) ayant été importé des colonies d'Indochine pour venir se substituer aux cultures vivrières. On attribue sa création à une cuisinière originaire du village de Guet-Ndar, Penda Mbaye,.
Traditionnellement, la transmission de cet art culinaire se fait de mère en fille sur plusieurs années. Lorsqu'il est maitrisé, cet art est considéré comme un symbole d'excellence et d'éducation au Sénégal.

## Mode de préparation et composition
La préparation est de type been cin. Been cin signifie littéralement « une seule marmite » . En effet, le thiep se prépare avec une seule marmite (niari cin signifie « deux marmites », et cette appellation désigne les plats sénégalais cuisinés avec deux marmites, l'un comprenant la sauce et l'autre le riz cuit à la vapeur qui l'accompagne).
La recette varie selon les régions. Mais ce been cin est fait à base de riz, de poisson, de sauce tomate, et de légumes Comme du chou, des carottes, du manioc, etc. On le retrouve aussi dans les pays voisins comme la Mauritanie ou la Gambie (benechin), ainsi que dans le reste de l'Afrique de l'Ouest sous l'appellation de « riz au gras » ou « riz sénégalais ». C'est également devenu un plat populaire au Nigeria et au Ghana sous l'appellation de « Jolof Rice ».
À noter que la dénomination « tchèp », en dehors du Sénégal, fait en réalité davantage référence au riz wolof de manière générale, sans qu'il y ait forcément de poisson dedans (le mot wolof « ceeb » signifiant « riz »).

## Galerie

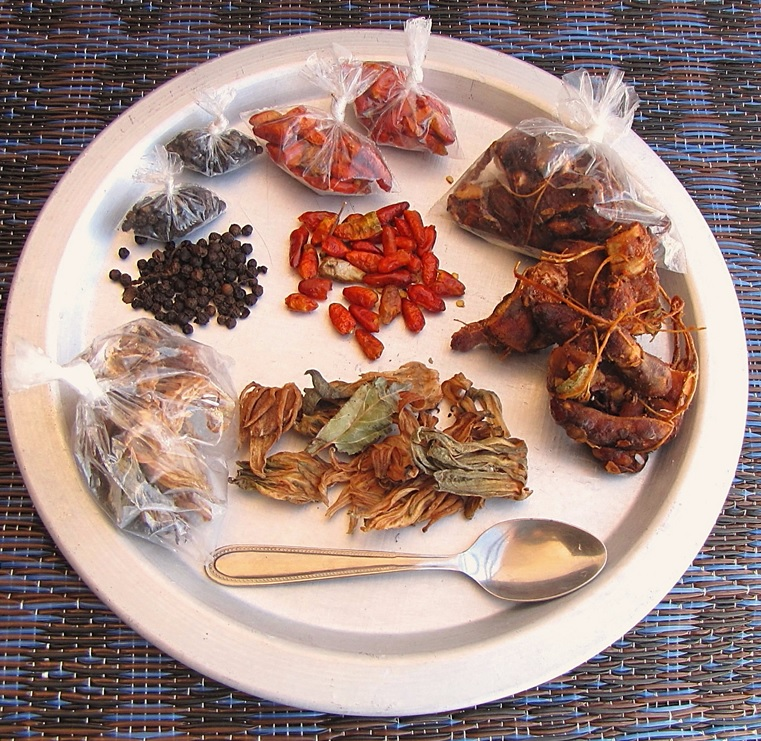
Ingrédients séchés.
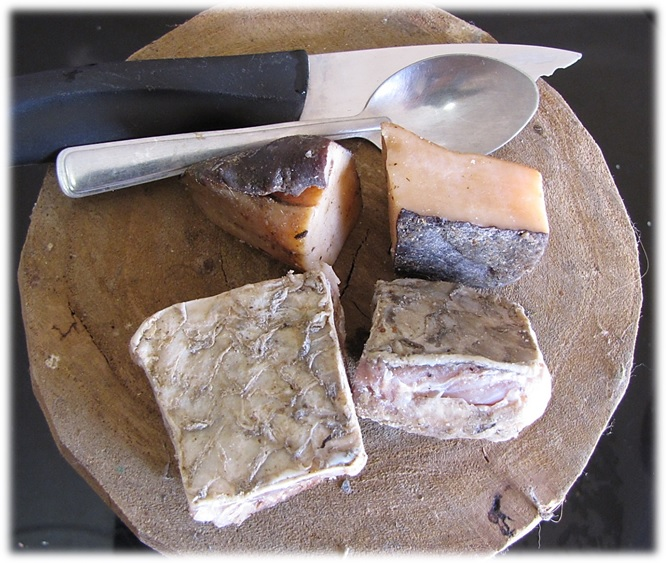
Yet  (crustacé séché de l'espèce Cymbium olla ou Volute trompe de cochon, indifféremment) et guedj (poisson séché et salé), deux épices utilisées dans la recette du thiéboudiène.
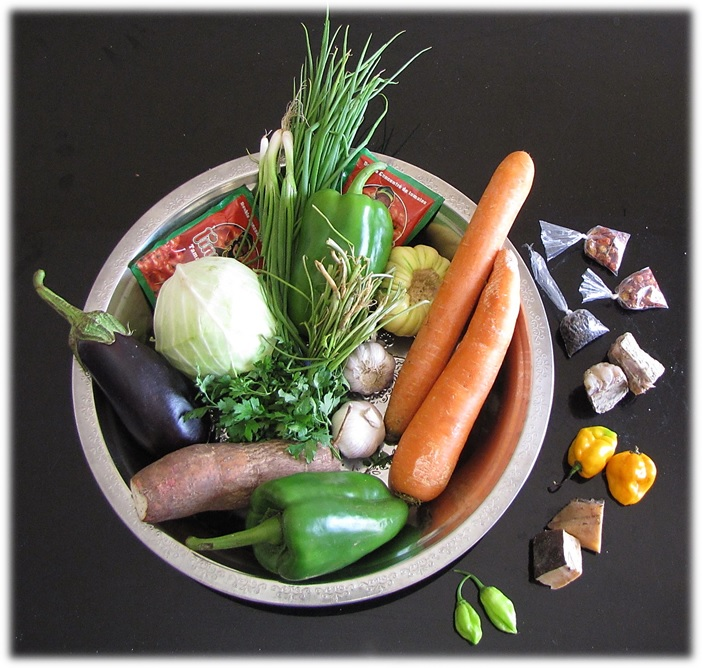
Légumes frais et épices.
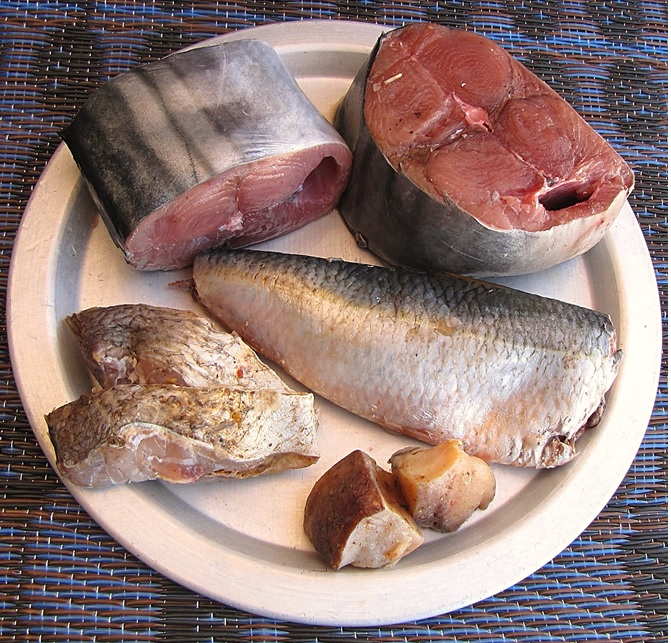
Poissons variés.
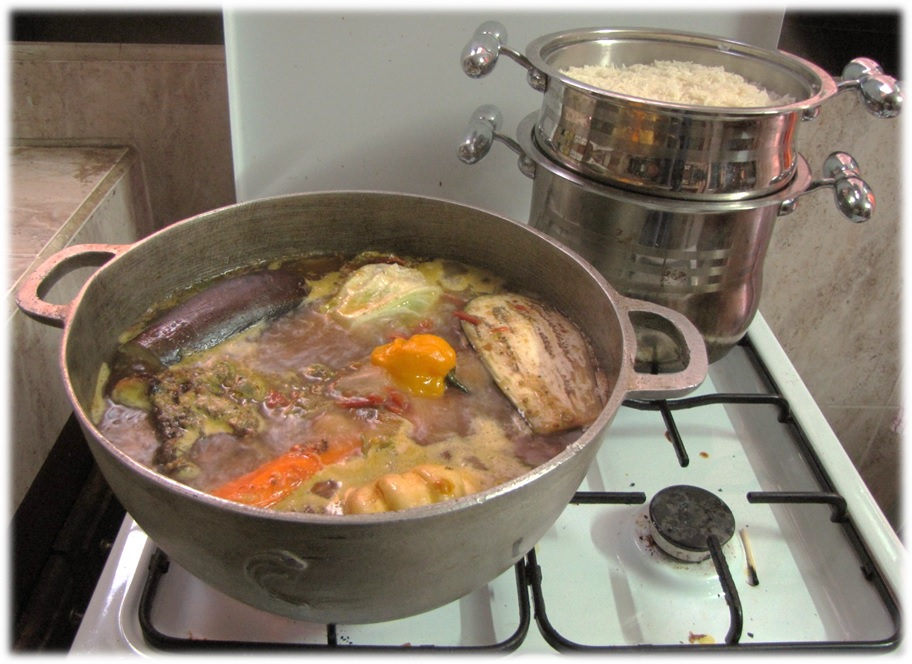
Cuisson et préparation du riz.
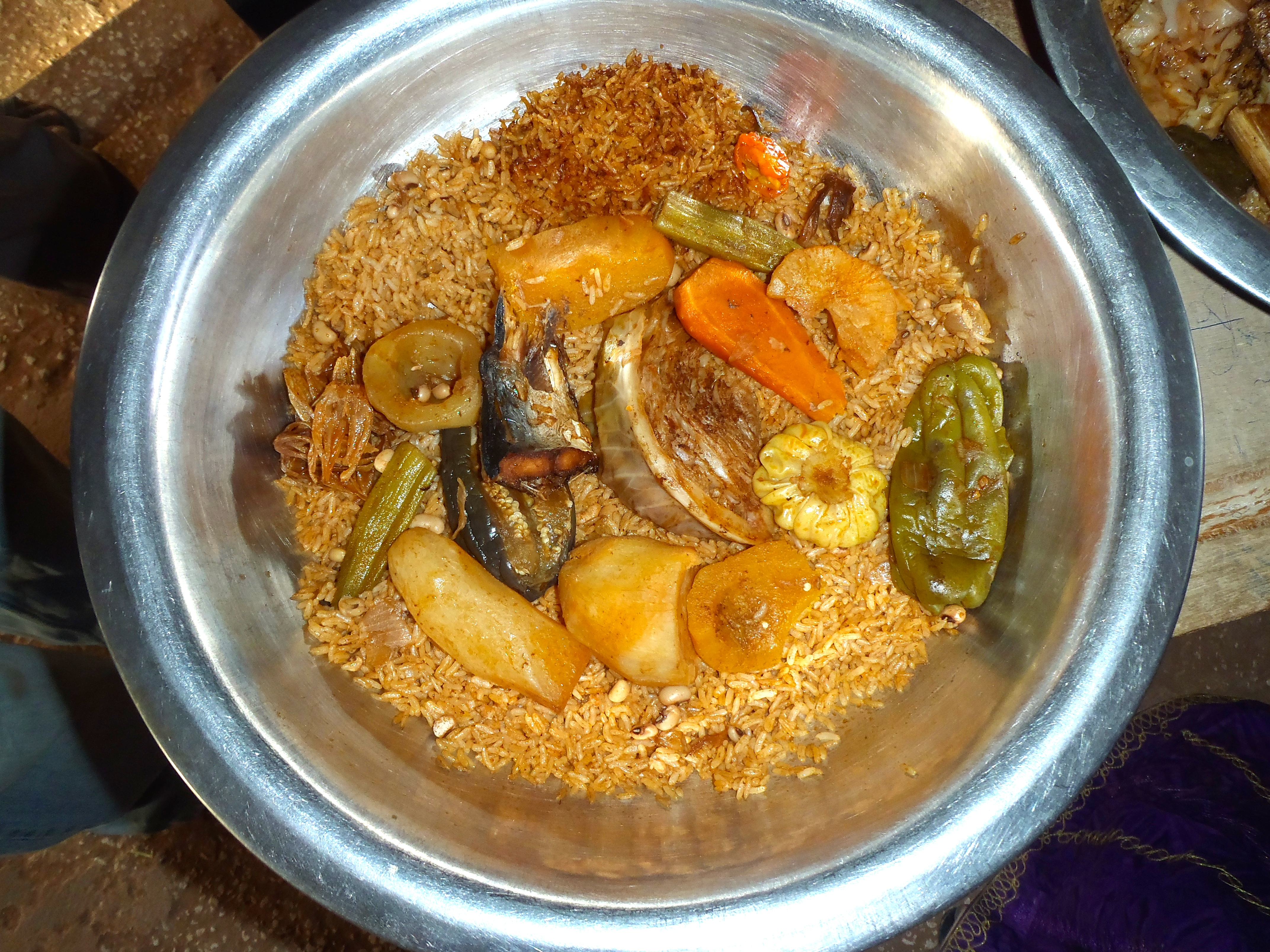
Le plat prêt à être servi.
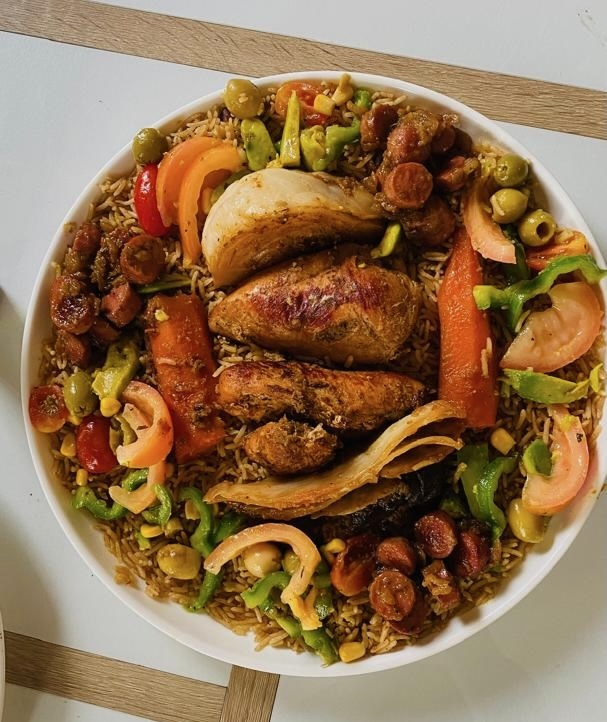
Variante : ceebu ginaar.